# Аракчеєв Олексій Андрійович
Олексі́й Андрі́йович Аракче́єв (23 вересня (4 жовтня) 1769 — 21 квітня (3 травня) 1834) — російський граф, генерал. Користувався прихильністю царя Олександра I, був військовим міністром, членом Державної ради.
З 1808 року — військовий міністр, з 1810 — голова департаменту військових справ Державної ради Російської імперії. Був начальником військових поселень.
Аракчеєв увів у країні режим найлютішої політичної реакції, поліцейської сваволі та вояччини, нещадно придушував антикріпосницькі виступи селян і солдатів. Аракчеєв придушив повстання бузьких козаків у 1817 році, вчинив жорстоку розправу Чугуївського повстання військових поселенців 1819, над повсталими селянами на Дону і в Катеринославській губернії в 1820 році.